# Décès en 1176
Décès
- 1172
- 1173
- 1174
- 1175
- 1176
- 1177
- 1178
- 1179
- 1180

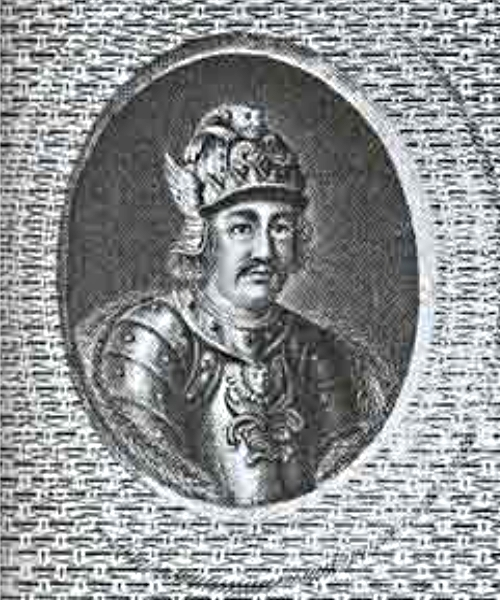
Michel Ier Iourievitch, mort en 1176.

Cette page dresse une liste de personnalités mortes au cours de l'année 1176 :
- 20 avril : Richard FitzGilbert de Clare, 2e comte de Pembroke, lord de Striguil (Galles du sud) et de Leinster (Irlande), seigneur de Bienfaite et d'Orbec (Normandie).
- 8 mai : David FitzGerald, évêque de St David's.
- 13 mai : Mathieu Ier de Lorraine, duc de Lorraine.
- 20 juin : Michel Ier Iourievitch, prince du Rus' de Kiev de la dynastie des Riourikides.
- 20 juillet : Princesse Yoshiko, princesse et impératrice du Japon.
- 23 août : Rokujō, 79e empereur du Japon.
- 26 septembre : Sophie de Rheineck, comtesse de Hollande et de Bentheim.
- 12 octobre : Guillaume d'Aubigny, maître bouteiller de la maison royale et 1er comte d'Arundel.
- 23 octobre : Fujiwara no Shimeko, Impératrice consort du Japon.

- Clémence d'Öhren, moniale et sainte de l'Église catholique romaine.
- Pierre de Flandre, prévôt à Bruges et à Saint-Omer puis évêque de Cambrai.
- Guillaume Ier de Juliers, comte de Juliers.
- Guy de Nevers, comte de Nevers, d'Auxerre et de Tonnerre.
- Herman Ier de Weimar-Orlamünde, comte de Weimar-Orlamünde.
- Jaksa Gryfita, membre de la noble famille polonaise Gryfici (en), Castellan de Cracovie.
- Nicolas de Clairvaux, moine bénédictin qui devint cistercien.

## Crédit d'auteurs
- Cet article est partiellement ou en totalité issu de l'article intitulé « 1176 » (voir la liste des auteurs).